# Meghasonlott kedély
A Meghasonlott kedély Kelmenfy László 19. századi író főműve, egyetlen regénye. Először Pesten jelent meg 1846-ban, két kötetben, Magyar szinterű társadalmi regény meghatározással.
Az 1840-es évek közepének magyar regényeire a francia romantika nyomta rá bélyegét. Mutatják ezt Nagy Ignác Magyar titkok, Kuthy Lajos Hazai rejtelmek vagy Petőfi Sándor A hóhér kötele című regényei is. Ezekkel nagyjából egyidőben jelent meg, mégis más természetű Kelmenfy László műve. Nem szakad ugyan el a romantikától, de mint kísérlet egy későbbi irodalmi irányhoz, a realizmushoz kapcsolódik.

## Cselekménye
A történet középpontjában Valday Andor alakja áll.  A gazdag, léha dzsentrifiú fiatalos energiáival a szerelem gyönyöreinek él. Megismerkedik a nagyváradi harangozó ábrándozó leányával és elcsábítja őt. A meggyalázott Tekla elmenekül apja haragja elől, aki viszont megfogadja, hogy kegyetlen bosszút áll a csábítón. Tekla vőlegénye, egy ácslegény a templomtoronyból hozzávágja Valday Andorhoz a poharat, melyből az áldomást akart inni. Maga az ácslegény lezuhan és szörnyethal, Andor idegrendszerét pedig megbolygatja az erős ütés. Miután fölépül, a múlt emléke tovább kísérti. A világban és az emberekben is csalódott Andor egyre jobban szenved, és kedélye teljesen „meghasonlik”.
A regény második része négy évvel később játszódik. Andor egy előkelő leány, Szelődy Jerne boldog vőlegénye, akinek életét korábban megmentette. Ekkor lát neki a harangozó bosszúja végrehajtásához: Jerne kikosarazott kérőjét Andor ellen uszítja, és a kérő párbajra kényszeríti vetélytársát. A harangozó nem éri be ennyivel: rá akarja bírni az életét féltő Andort, hogy vegye feleségül a meggyalázott Teklát, cserében megígéri, hogy a párbajban a sorshúzást Andor javára intézi el. Közben Jernét névtelen levélben tájékoztatja Tekla és Andor egykori viszonyáról. Jerne időközben értesült a készülő párbajról és ráveszi Andort, hogy lépjen vissza; utána viszont megvetéssel elfordul gyáva vőlegényétől. Andor fájdalmában és szégyenében a politika terén próbál érvényesülni, de ott sincs sikere: pártbeli társai cserbenhagyják, barátai, sőt inasa is megtagadják. Meggyengült idegrendszere ennyi csapást nem bír ki. Bár ellenfele korábban már benn pusztult az égő házban, bosszújától tehát nem kell többé tartania, Andor agyonlövi magát.

## Jellemzői
A regény meséje nem éppen mindennapi, de azért valószerű történet. Kiindulópontja a csábítás, majd ennek következménye a bosszú, ami tipikusan romantikus indíték. Az író az ábrázolás középpontjába a lélekrajzot állította, hősei lelki életének változását próbálta bemutatni, bár a cselekményt a kalandos, romantikus elemek uralják; a lélekrajz viszont gyakran túlságosan részletező és nem mindig életszerű.
A harangozó alakja Victor Hugo híres Notre Dame-i toronyőrét juttatja az olvasó eszébe. Az első részben még tiszteletreméltó, élethűen megrajzolt jellem, de a bosszú végrehajtásakor egyszerre aljas figurává válik. Hasonlóan irreális, csak ellentétes irányú a változás Tekla alakjában: a történet folyamán olyan nemes erkölcsi érzék támad benne, amelynek korábban csírái sem voltak láthatók.
A szerző a mű középpontjába egy teljesen passzív hőst állított: Andor csak eszköz mások kezében. Szenvedő vagy inkább szenvelgő, hétköznapi figura, akinek nincs tetté erősödő akarata. Szinte a későbbi akaratnélküli regényhősök, például névrokona, Molnár Ferenc Andorának előfutára.
Kelmenfy egyhangú, fárasztó nyelven beszélteti szereplőit. Regényében úr és ácslegény, előkelő hölgy és cigány egyformán finomkodó nyelven beszél, és fennkölt, magasan járó gondolataik vannak. Egészében véve a mű, korához mérten fejlett lélekrajzával a korabeli irodalmi törekvéseket jellemző, figyelemreméltó kísérlet.
A regény már a maga korában sem aratott sikert, hamar elfelejtődött és hatástalan maradt. A kudarcban közrejátszhatott, hogy a kor olvasóközönsége nem az ilyen passzív hősökre volt kíváncsi.